# Batalha de Lalacão
A Batalha de Lalacão (em grego: Μάχη τοῦ Λαλακάοντος; romaniz.: Máchi toú Lalakáontos) ou Batalha de Po(r)são (em grego: Μάχη τοῦ Πό (ρ) σωνος) foi travada em 863 entre o Império Bizantino e um exército árabe invasor na Paflagônia (norte da moderna Turquia). O exército bizantino foi liderado por Petronas, o tio do imperador Miguel III, o Ébrio (r. 842–867), embora as fontes árabes também mencionem a presença do imperador, enquanto os árabes foram liderados pelo emir de Melitene (Malátia), Ambros (r. anos 830–863).
Ambros conseguiu vencer a resistência inicial bizantina contra a sua invasão e chegar às margens do Mar Negro. Os bizantinos, no entanto, mobilizaram suas forças e o exército árabe foi cercado perto do rio Lalacão. A batalha subsequente terminou em uma completa vitória dos bizantinos, a morte do emir no campo de batalha e foi seguida por uma bem-sucedida contra-ofensiva bizantina através da fronteira. As vitórias bizantinas foram decisivas: as principais ameaças para as suas fronteiras foram eliminadas, o que marcou o início de uma era de ascendência bizantina no Oriente que culminaria com as grandes conquistas do século X.
O sucesso bizantino teve um outro corolário: a libertação da pressão constante árabe na fronteira oriental permitiu ao governo bizantino concentrar-se em assuntos da Europa, e, em particular, na vizinha Bulgária. Os búlgaros foram pressionados a aceitar a forma bizantina do cristianismo, garantindo assim que esta nação entraria na esfera cultural bizantina.

## Antecedentes

### Guerras bizantino-árabe de fronteira

Mapa das campanhas bizantinas e árabes nos anos 837 e 838, mostrando o raide do imperador Teófilo r. na Mesopotâmia e a invasão retaliatória de Almotácime r. na Ásia Menor que culminou na conquista de Amório

Mapa da Ásia Menor bizantina e da região de fronteira bizantino-árabe em meados do século IX

Após as rápidas conquistas muçulmanas do século VII, o Império Bizantino viu-se confinado à Ásia Menor, às costas do sul dos Bálcãs e partes da Itália. Bizâncio permaneceu o mais importante inimigo do Califado Abássida, e incursões árabes (razias) na Ásia Menor continuaram ao longo dos séculos VIII e IX. Com o tempo, essas expedições, lançadas a partir de bases na zona fronteiriça árabe com uma periodicidade quase anual, adquiriram um caráter quase ritualístico. Durante esse período, os bizantinos estavam numa situação defensiva, e sofreram algumas derrotas catastróficas, como a queda de Amório, a cidade natal da dinastia reinante bizantina, em 838. No entanto, com o declínio do poder do Califado Abássida em 842, depois da ascensão dos emirados semi-independentes além da fronteira oriental bizantina, os bizantinos foram cada vez mais capazes de afirmar o seu próprio poder.
Na década de 850, as mais persistentes ameaças ao império eram do Emirado de Melitene sob Ambros, o Emirado de Tarso sob Ali ibne Iáia ("Ali, o Armênio"), o Emirado de Calícala (Teodosiópolis, moderna Erzurum) e os paulicianos de Tefrique sob seu líder Carbeas. Melitene, em particular, era uma grande ameaça para Bizâncio pela sua localização no lado ocidental das montanhas do Antitauro, que lhe permitia o acesso direto ao planalto da Anatólia. Uma indicação da ameaça representada por estes estados veio em 860, quando suas ações combinadas criaram um ano verdadeiramente terrível para a bizantinos: Omar e Carbeas invadiram profundamente na Ásia Menor e foram seguidos logo depois por outra invasão pelas forças de Tarso sob Ali, enquanto um ataque naval da Síria saqueou a grande base naval bizantina em Antália.

## Invasão árabe de 863
No verão de 863, Omar atacou novamente, unindo forças com o general abássida Jafar ibne Dinar Alfaiate (provavelmente o governador de Tarso) para uma incursão na Capadócia. Os árabes atravessaram a Cilícia em território bizantino, saqueando o que encontravam, até chegarem a um lugar perto de Tiana. Lá, o exército tarsense retornou para casa, enquanto Omar obteve permissão de Jafar para pressionar a Ásia Menor. As forças de Omar representaram a maior parte da força de seu emirado, mas o tamanho delas é desconhecido: de acordo com o historiador muçulmano contemporâneo Iacubi, Omar tinha 8 000 homens à sua disposição, enquanto os historiadores bizantinos José Genésio e Teófanes Continuado aumentaram o número para 40 000 homens. O bizantinista John Haldon considera o primeiro número como mais próximo da realidade, e estima o tamanho da força árabe combinada em 15 000–20 000. É provável que estava presente também um contingente pauliciano sob Carbeas.
Do lado bizantino, o imperador Miguel III havia reunido seu exército para combater a invasão e encontrou-os em uma área chamada Marje Aluscufe ("Ravina do Bispo") por fontes árabes, um altiplano próximo de Malacopeia, ao norte de Nazianzo. A batalha foi sangrenta, com muitas baixas de ambos os lados; de acordo com o historiador persa Atabari, apenas uns mil do exército Omar sobreviveram. No entanto, os árabes conseguiram escapar dos bizantinos e continuaram sua incursão em direção norte e alcançaram o Mar Negro, saqueando a cidade portuária de Amisos. Os historiadores bizantinos registram que Omar, furioso com o mar bloqueando seu avanço, ordenou que ele fosse açoitado, mas isto é mais provavelmente inspirado no registro similar de Xerxes durante as Guerras Médicas.

## A batalha
Assim quando Miguel soube da queda de Amisos, ele ordenou que um exército enorme fosse organizado (Atabari dá o seu tamanho em 50 000 homens) sob seu tio Petronas, o Patrício, o doméstico das escolas, e Nasar, o estratego do Tema Bucelário. Atabari registra que o próprio imperador assumiu o comando dessas forças, mas isso não é apoiado por fontes bizantinas. No entanto, dado o preconceito contra Miguel pelos historiadores da dinastia macedônica, esta pode ser uma omissão deliberada. As forças reunidas vieram de todo o Império Bizantino. Três exércitos distintos foram formados e convergiram sobre os árabes: uma força bizantina do norte composta das forças dos temas do Mar Negro (Armeníaco, Bucelário, Coloneia e Paflagônia); uma força do sul, provavelmente a que vinha acompanhando o exército árabe e que tinha lutado na batalha da Ravina do Bispo, composta a partir dos temas Anatólico, Opsiciano e Capadócio, bem como dos clisuras (distritos fronteiriços) de Selêucia e Carsiano; e a força ocidental, sob Petronas, que compreendia os homens da Macedônia, Trácia e do Tema Tracesiano, além das tagmas imperiais da capital.
A coordenação de todas essas forças não fora fácil, mas os exércitos bizantinos, marchando a partir de três direções diferentes, foram capazes de convergir no mesmo dia (2 de setembro) e cercaram Omar em um local chamado Posão (em grego: Πόσων; romaniz.: Póson) ou Porsão (Πόρσων; Pórson) perto do rio Lalacão. A localização exata do rio e o local da batalha não foram identificados, e a maioria dos estudiosos, no entanto, concorda que seria perto do rio Hális, a cerca de 130 quilômetros a sudeste de Amisos. Com a aproximação dos exércitos bizantinos, a única rota de fuga aberta que restava ao emir e seus homens era dominada por uma colina, que adquiriu então importância estratégica. Durante a noite, tanto árabes quanto bizantinos esforçaram-se para ocupá-la, mas os bizantinos saíram vitoriosos da luta que se seguiu. No dia seguinte, 3 de setembro, Omar decidiu jogar sua força toda para o oeste, onde Petronas estava localizado, na esperança de romper o cerco. Os bizantinos, no entanto, mantiveram-se firme, dando às outras duas formações bizantinas a possibilidade de atacar os flancos expostos do exército árabe.
A derrota foi completa, a maior parte do exército árabe e Omar jaziam sobre do campo de batalha. Entre as vítimas possivelmente também estava Carbeas, o líder dos paulicianos, embora a participação deste último na batalha é incerta, ainda que esteja registrado que ele morreu nesse ano. Somente o filho do emir, à frente de uma pequena força, conseguiu escapar do campo de batalha, fugindo para o sul para a zona fronteiriça de Carsiano. Ele foi, entretanto, perseguido por Maquairas, o clisurarca da região e acabou sendo capturado com muitos de seus homens.

## Consequências

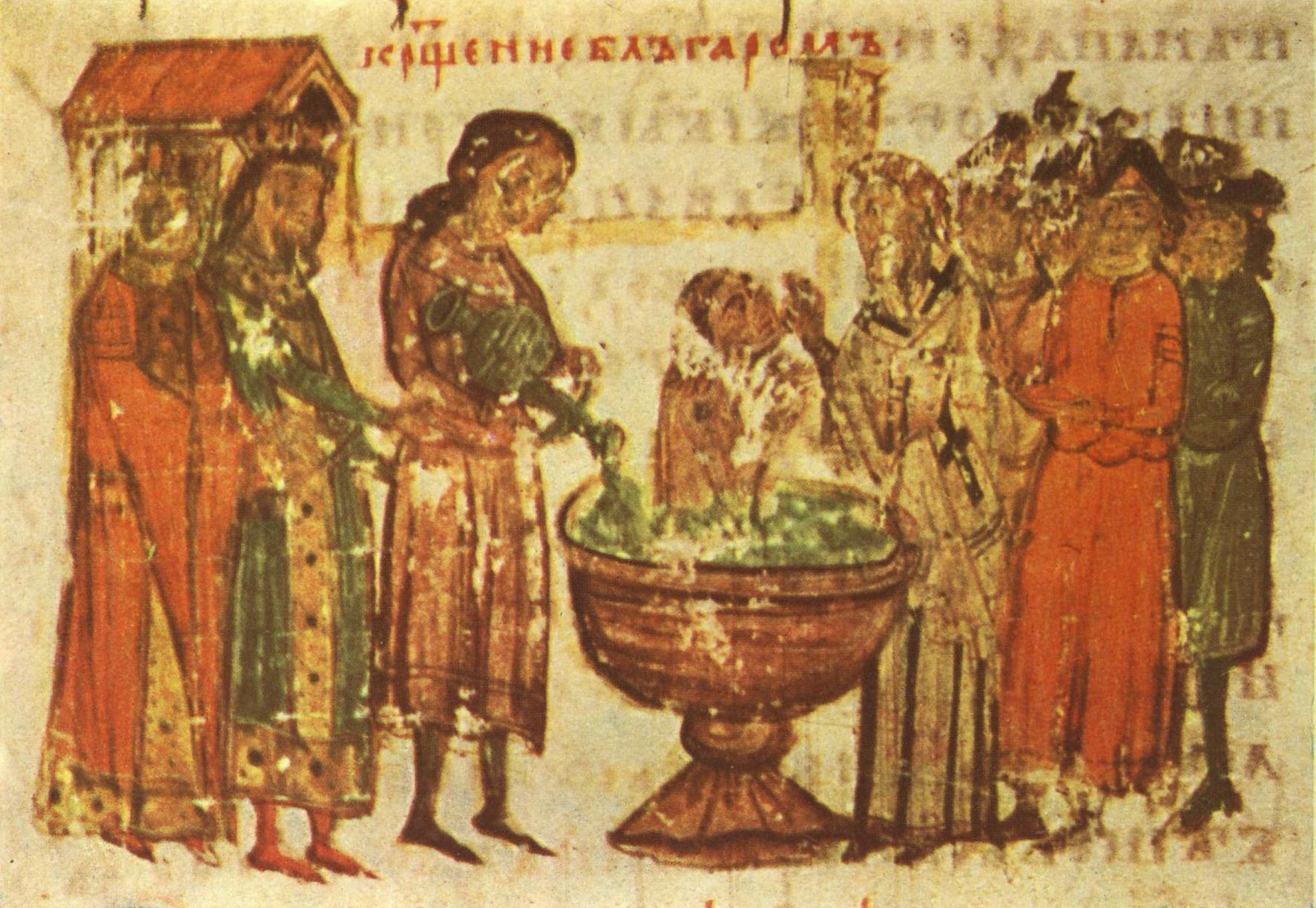
O sucesso da Batalha de Lalacão permitiu o império concentrar o seu poder contra a Bulgária, levando à sua bem sucedida cristianização. Representação do batismo dos búlgaros da "Crônica" de Constantino Manasses

Os bizantinos agiram rapidamente para tirar proveito de sua vitória: um exército bizantino invadiu a Armênia que estava sob controle árabe, e em outubro-novembro, derrotou e matou o emir Ali ibne Iáia. Assim, numa única campanha, os bizantinos haviam eliminado três dos mais perigosos adversários na fronteira oriental.
Em retrospecto, esses sucessos foram decisivos, com a batalha destruindo permanentemente o poder de Melitene. A vitória bizantina em Lalacão alterou o equilíbrio estratégico na região, iniciando a ofensiva de Bizâncio no Oriente.
A importância dessas vitórias não passou despercebida pelos bizantinos: os bizantinos saudaram-nas como a vingança pelo saque de Amório 25 anos antes, e aos generais vitoriosos foi concedido uma entrada triunfal em Constantinopla, juntamente com celebrações e serviços religiosos. Petronas foi agraciado com o alto título cortesão de magistro e o clisura de Carsiano foi elevado a um tema. Do lado muçulmano, Atabari registra que a notícia das mortes de Omar e Ali - "forte defensores do Islã, homens de grande coragem que incitaram enorme louvor entre os distritos fronteiriços onde serviram" - provocou grande manifestação de pesar em Bagdá e outras cidades, culminando em tumultos e saques. Como Atabari comenta, contudo, enquanto que as doações privadas e voluntários para a guerra santa começaram a se bandear para a fronteira, "as autoridades centrais [não estavam] preparadas para enviar uma força militar contra os bizantinos por conta própria naqueles dias" devido a um tumulto interno em curso no califado.
A remoção da ameaça do leste e do aumento da confiança dos bizantinos também abriu novas oportunidades no oeste, onde o governante búlgaro Bóris I (r. 852–889) vinha negociando com o papa e Luís, o Germânico, (r. 817–876) para uma possível conversão pessoal e de seu povo ao cristianismo. Esta expansão da influência eclesiástica de Roma até perto de Constantinopla não poderia ser tolerada pelo governo bizantino. Em 864, os exércitos vitoriosos orientais foram transferidos para a Europa e invadiram a Bulgária, em uma demonstração de poderio militar que convenceu Bóris a aceitar missionários bizantinos. O rei búlgaro foi batizado, assumindo o nome de Miguel em honra ao imperador bizantino, começando assim a cristianização da Bulgária e assegurando que seu país estaria sob a influência da Igreja bizantina.

## A batalha em poesia heroica
De acordo com o bizantinista francês Henri Grégoire, o sucesso bizantino contra os árabes, que culminou na batalha de Lalacão, inspirou a criação de um dos mais antigos poemas acríticos sobreviventes: a Canção de Armuris. Grégoire alegou que o protagonista epônimo, o jovem guerreiro bizantino Armuris, foi na verdade inspirado no imperador Miguel III. Uma batalha do ciclo heroico bizantino em torno de Digenis Acritas também fortemente recorda os eventos de Lalacão, com o herói epônimo cercando um exército árabe próximo de Malacopeia. Fortes influências podem ser encontradas em episódios dos ciclos épicos árabes, e posteriormente turcos, em torno de Battal Gazi, bem como em um episódio de As Mil e Uma Noites.